# Vieux Beaufai
 (décembre 2010).
Si vous disposez d'ouvrages ou d'articles de référence ou si vous connaissez des sites web de qualité traitant du thème abordé ici, merci de compléter l'article en donnant les références utiles à sa vérifiabilité et en les liant à la section « Notes et références ».
Vieux Beaufai, né le 3 juin 1993, est un cheval de course appartenant à l'écurie Syklos et entrainé par Frederic Danloux. Il avait pour habitude de patienter à l'arrière garde du peloton et de terminer ses courses par un rush étourdissant.

## Principales victoires
France
- Grand Steeple-Chase de Paris: 2000
- Prix Ferdinand Dufaure
- Prix Georges Courtois
- Prix Troytown
- Prix Murat

## Tableau de bord
- Gains en course: 915 549 €
- 32 courses pour 11 victoires

| Origines de Vieux Beaufai | Origines de Vieux Beaufai | Origines de Vieux Beaufai | Origines de Vieux Beaufai |
| ------------------------- | ------------------------- | ------------------------- | ------------------------- |
| Père Le Nain Jaune        | Olmeto                    |                           |                           |
| Père Le Nain Jaune        | Olmeto                    |                           |                           |
| Père Le Nain Jaune        | Olmeto                    |                           |                           |
| Père Le Nain Jaune        | Olmeto                    |                           |                           |
| Père Le Nain Jaune        |                           |                           |                           |
| Père Le Nain Jaune        |                           |                           |                           |
| Père Le Nain Jaune        |                           |                           |                           |
| Père Le Nain Jaune        |                           |                           |                           |
| Mère Soyeuse de Beaufai   |                           |                           |                           |
|                           |                           |                           |                           |
|                           |                           |                           |                           |
|                           |                           |                           |                           |
|                           |                           |                           |                           |
|                           |                           |                           |                           |
|                           |                           |                           |                           |
|                           |                           |                           |                           |